# Alvin Ceccoli
Alvin Ceccoli (nacido el 5 de agosto de 1974) es un futbolista australiano-sanmarinense que se desempeña como defensa.
Alvin Ceccoli jugó 6 veces para la selección de fútbol de Australia entre 1998 y 2006.

## Trayectoria

### Clubes
| Club                      | País      | Año         |
| ------------------------- | --------- | ----------- |
| Wollongong Wolves         | Australia | 1995 - 1999 |
| AEK Atenas F.C.           | Grecia    | 1999        |
| Wollongong Wolves         | Australia | 1999 - 2002 |
| Parramatta Power SC       | Australia | 2002 - 2004 |
| Dapto FC                  | Australia | 2004        |
| Wollongong Wolves         | Australia | 2004 - 2005 |
| Sydney FC                 | Australia | 2005 - 2007 |
| Avispa Fukuoka            | Japón     | 2007        |
| Central Coast Mariners FC | Australia | 2008        |
| Adelaide United FC        | Australia | 2008        |
| Dapto Dandaloo Fury FC    | Australia | 2008 - 2017 |

### Selección nacional
| Selección | País      | Año         |
| --------- | --------- | ----------- |
| Absoluta  | Australia | 1998 - 2006 |

## Estadística de equipo nacional
| Selección de fútbol de Australia | Selección de fútbol de Australia | Selección de fútbol de Australia |
| Año                              | Part.                            | Goles                            |
| -------------------------------- | -------------------------------- | -------------------------------- |
| 1998                             | 4                                | 1                                |
| 1999                             | 0                                | 0                                |
| 2000                             | 0                                | 0                                |
| 2001                             | 0                                | 0                                |
| 2002                             | 0                                | 0                                |
| 2003                             | 0                                | 0                                |
| 2004                             | 0                                | 0                                |
| 2005                             | 0                                | 0                                |
| 2006                             | 2                                | 0                                |
| Total                            | 6                                | 1                                |